# Бал монстров
«Бал монстров» (англ. Monster’s Ball) — американский фильм-драма 2001 года.

## Сюжет
Хэнк гордится своей редкой профессией и рассчитывает, что его сын Сонни продолжит семейную династию. Вот уже несколько поколений мужчины в их семье работают палачами, включая во время казни рубильник электрического стула. «Бал монстров» — на профессиональном жаргоне означает процедуры, предшествующие самому моменту казни. Из-за того, что всё в жизни у него навязано отцом, Хэнк ненавидит и его, и окружающих, включая собственного сына. Как в своё время отец Хэнка, так и сам Хэнк заставляет быть палачом сына, не интересуясь его мнением.
Но Сонни явно не выдерживает и однажды, после того как один из приговорённых, подаривший ему свой последний рисунок, был казнён, он, потрясённый казнью, кончает жизнь самоубийством на глазах отца. Для Хэнка это вроде бы не потеря — он никогда не любил сына, — но всё же внутри него что-то изменилось, будто с потерей возможности продолжить династию палачей у Хэнка исчезло обязательство самому делать многое из того, что он делал раньше.
Однажды, проезжая по тёмному переулку, он замечает темнокожую женщину, сына которой только что сбил автомобиль. Хэнк, которому отвращение к темнокожим прививалось с детства его отцом, всё же оказывает женщине по имени Летиция помощь. Таким образом он будто бы начинает «убивать монстров» внутри себя. Он увольняется с работы, приобретает себе бизнес, а также влюбляется в Летицию, сына которой спасти всё же не удалось. Изменяется в лучшую сторону отношение Хэнка к окружающим, в частности к соседям с другим цветом кожи. Последний «монстр» — отец, но Хэнк отправляет его в дом престарелых, а Летицию переселяет к себе.
В конце фильма Летиция находит среди вещей Хэнка предсмертный рисунок своего казнённого мужа.
В фильме присутствуют продолжительные эротические сцены и полное обнажение исполнительницы роли Летиции — Хэлли Берри.

## В ролях
| Актёр                | Роль             |
| -------------------- | ---------------- |
| Билли Боб Торнтон    | Хэнк Гротовски   |
| Хэлли Берри          | Летиция Масгроув |
| Питер Бойл           | Бак Гротовски    |
| Хит Леджер           | Сонни Гротовски  |
| Шон «Пи Дидди» Коумз | Лоуренс Масгров  |
| Маркус Лайл Браун    | Фил Хиггинс      |
| Кэрол Саттон         | миссис Гильермо  |

## Награды и номинации
- 2003 — номинация на премию BAFTA за лучшую женскую роль (Хэлли Берри)
- 2002 — премия «Оскар» за лучшую женскую роль (Хэлли Берри), а также номинация за лучший оригинальный сценарий (Майло Аддика, Уилл Рокос)
- 2002 — номинация на премию «Золотой глобус» за лучшую женскую роль — драма (Хэлли Берри)
- 2002 — премия Гильдии киноактёров США за лучшую женскую роль (Хэлли Берри)
- 2002 — номинация на премию Гильдии сценаристов США за лучший оригинальный сценарий (Майло Аддика, Уилл Рокос)
- 2000 — Серебряный медведь Берлинского кинофестиваля за лучшую женскую роль (Хэлли Берри), а также номинация на Золотого медведя (Марк Форстер)
- 2002 — номинация на премию «Независимый дух» за оригинальный сценарий (Майло Аддика, Уилл Рокос)
- 2002 — премия «Спутник» за лучший оригинальный сценарий (Майло Аддика, Уилл Рокос), а также 2 номинации: лучшая мужская роль — драма (Билли Боб Торнтон), лучшая женская роль — драма (Хэлли Берри)
- 2001 — 2 премии Национального совета кинокритиков США: лучшая мужская роль (Билли Боб Торнтон), лучшая женская роль (Хэлли Берри), а также попадание в десятку лучших фильмов года